# Bielefeld

Logo della città di Bielefeld

Bielefeld (ˈbiːləfɛlt; in basso tedesco Builefeld) è una città extracircondariale tedesca di 334 002 abitanti nella Renania Settentrionale-Vestfalia.
Si trova sui pendii occidentali e orientali della foresta di Teutoburgo.

## Geografia fisica

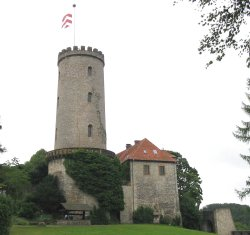
Lo Sparrenburg

Il nome Bielefeld deriva dal termine arcaico bileveld, che significa "campi collinari".
Il centro di Bielefeld è collocato sul lato orientale della foresta di Teutoburgo. Oggi giorno ci sono quartieri sul lato opposto e sulle cime delle colline. Bielefeld separa l'una dall'altra le creste della foresta di Teutoburgo settentrionale e della foresta di Teutoburgo meridionale.

## Storia

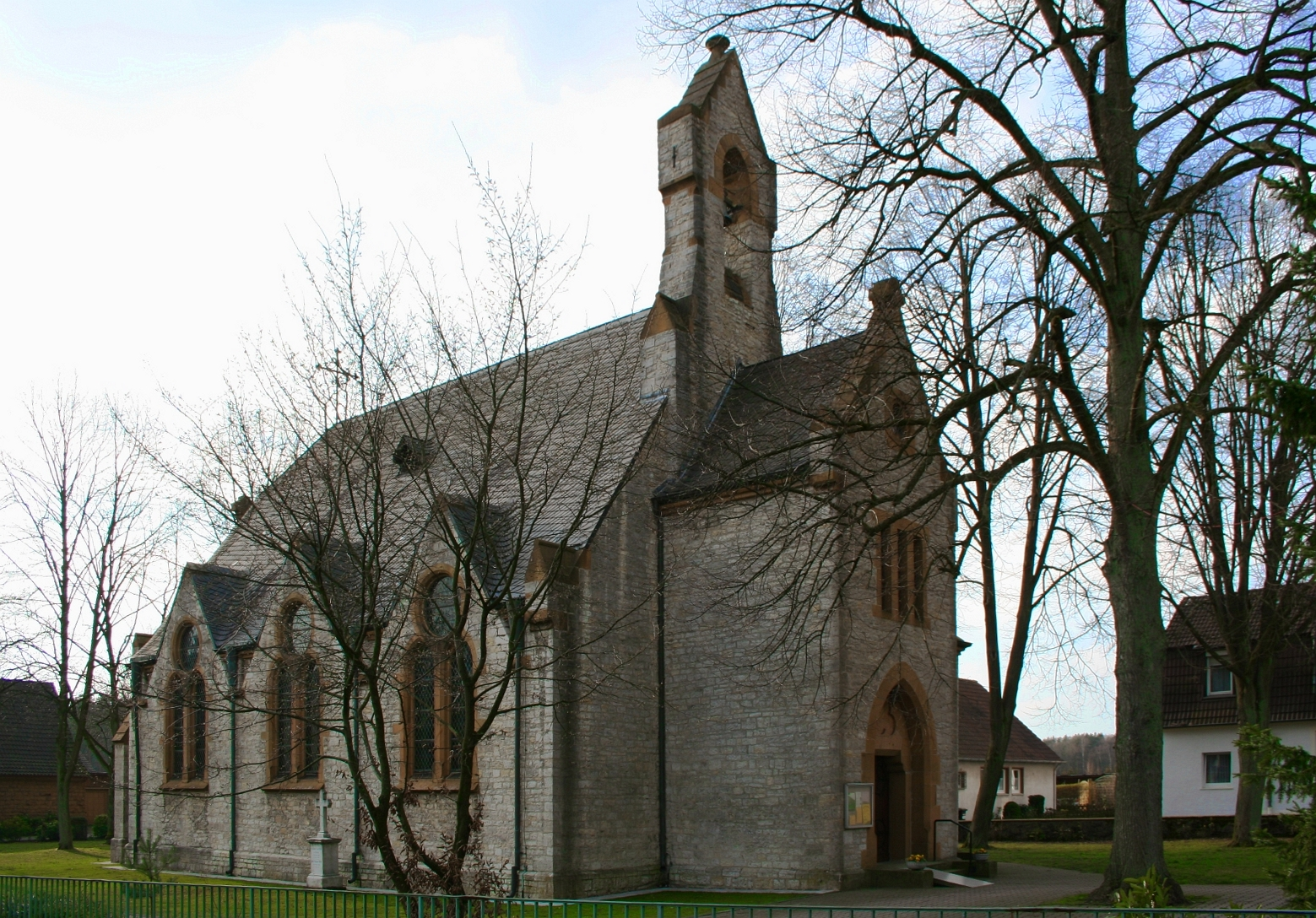
La Kreuzkirche a Sennestadt

Bielefeld venne fondata nel 1214 allo scopo di controllare un passaggio che attraversava la foresta di Teutoburgo. Un grande castello, lo Sparrenburg, venne costruito nel mezzo della città medioevale - rimase inviolato per tutto il Medioevo. L'aspetto odierno del castello non somiglia a quello originale, lo Sparrenburg cadde in decadenza durante il XVIII e il XIX secolo e venne restaurato nel 1879.
Nel XV secolo Bielefeld era un membro minore della Lega Anseatica. Successivamente cominciò a commerciare lino e divenne famosa come la "città del lino". Le principali industrie di Bielefeld sono attualmente quella alimentare, degli elettrodomestici, dell'informatica, oltre a diverse industrie pesanti. Bielefeld è inoltre la sede di due delle più grandi opere di assistenza sociale protestanti (Diakonie) d'Europa, la von Bodelschwingsche Anstalten Bethel e la Evangelisches Johanneswerk.
Poiché la città costituisce un importante snodo strategico dei collegamenti tra la regione della Ruhr e Berlino, la bomba Grand Slam, la più grande bomba convenzionale della seconda guerra mondiale venne sganciata dal 617 Squadron della RAF (i famosi "distruttori di dighe") sul viadotto ferroviario di Bielefeld, poco prima della resa tedesca. Il viadotto è stato ricostruito con un disegno differente.
Bielefeld è sede di un'università dal 1969. Tra i primi docenti dell'università ci fu l'importante sociologo contemporaneo tedesco Niklas Luhmann. Altre istituzioni di educazione superiore a Bielefeld sono il Seminario Teologico Bethel (Kirchliche Hochschule Bethel) e una Fachhochschule. Tra le altre importanti istituzioni culturali della regione troviamo il Museo dell'Arte (Kunsthalle) e la Sala da Concerto Rudolf Oetker (Rudolf-Oetker-Halle).

## Monumenti e luoghi d'interesse

### Architetture religiose
- Chiesa di San Nicola della città vecchia (Altstädter Nicolaikirche), costruita nel 1236 per volontà del vescovo di Paderborn. Al suo interno un altare ligneo ornato da 250 figure realizzato ad Anversa
- Chiesa di Santa Maria della città nuova (Neustädter Marienkirche) costruita nel 1293 e terminata nel 1512

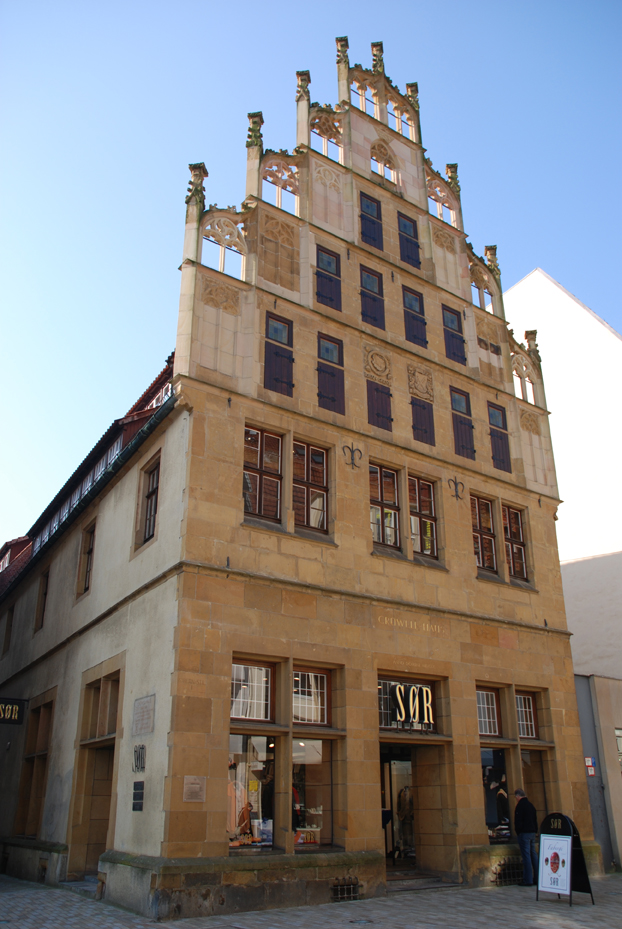
Crüwell-Haus nel 2007.

 Le pale d'altare della Neustädter Marienkirche, risalenti al 1400, sono tra i principali capolavori del Medioevo tedesco. Due delle pale: la "Flagellazione" e la "Crocifissione" fanno parte della collezione del Metropolitan Museum of Art di New York.

### Architetture militari
- Sparrenburg, il simbolo della città, è una fortezza posta ai margini meridionali del centro su un'altura. Venne costruita tra il 1240 ed il 1250 per volontà del conte Ludovico di Ravensberg

### Architetture civili
- Municipio (Rathaus) costruito nel 1904, caratterizzato da elementi architettonici che rispecchiano differenti stagioni culturali quali il Rinascimento del Weser, il Gotico e il Rinascimento
- Teatro, costruito anch'esso nel 1904
- Crüwell-Haus, edificio tardo gotico eretto nel 1530.

## Geografia antropica
Il territorio della città di Bielefeld è suddiviso in 10 distretti urbani (Stadtbezirk):
- Brackwede
- Dornberg
- Gadderbaum
- Heepen
- Jöllenbeck
- Mitte
- Schildesche
- Senne
- Sennestadt
- Stieghorst

## Infrastrutture e trasporti
Bielefeld è collegata a due importanti autostrade tedesche, la A2 e la A33, che si intersecano a sud-est della città. La Ostwestfalen-Damm collega le due parti della città naturalmente divise dalla foresta di Teutoburgo. La stazione centrale di Bielefeld fa parte del sistema ferroviario ad alta velocità tedesco (ICE). Bielefeld ha una piccola pista di atterraggio per aerei nel distretto di Sennestadt, ma è servita principalmente dai due aeroporti della regione: Paderborn-Lippstadt e Münster-Osnabrück.
Bielefeld ha un sistema di trasporti pubblici ben sviluppato, operato principalmente dalla moBiel (ex Stadtwerke Bielefeld - Verkehrsbetriebe) e dalla BVO.
Oltre agli autobus esiste una metropolitana leggera costituita di 4 linee:
- 1 Schildesche - Hauptbahnhof - Senne
- 2 Milse - Hauptbahnhof - Sieker
- 3 Babenhausen-Süd - Hauptbahnhof - Stieghorst Zentrum
- 4 Lohmannshof - Hauptbahnhof - Rathaus (– Obernstraße)

## Economia

### Industria
Nel territorio è presente la sede della Boge Kompressoren.

## Sport
La principale società calcistica locale è l'Arminia Bielefeld che gioca le sue partite interne alla SchücoArena.

## Amministrazione

### Gemellaggi
Bielefeld è gemellata con:
- Rochdale, dal 1953
- Enniskillen, dal 1958
- Concarneau, dal 1969
- Naharija, dal 1980
- Velikij Novgorod, dal 1987
- Rzeszów, dal 1991
- Estelí, dal 1995